# Cuba (película de 1979)
Cuba es una película de 1979 protagonizada por Sean Connery y ambientada durante la Revolución cubana de 1959.
El protagonista es un mercenario británico que regresa a Cuba, que está al borde de la revolución con las autoridades del dictador Fulgencio Batista sufriendo un colapso día a día. Connery encuentra a una antigua amante allí (Brooke Adams), la cual es abandonada por su marido cubano (Chris Sarandon). La película termina con la entrada de los revolucionarios de Fidel Castro en La Habana.
Esta película es similar en argumento y tono a Habana (1990), dirigida por Sydney Pollack y protagonizada por Robert Redford. 
- Datos: Q1384594